# Pteronotus portoricensis
Pteronotus portoricensis és una espècie de ratpenat de la família dels mormoòpids. És endèmic de Puerto Rico. Es tracta del mormoòpid més gros d'aquesta illa, amb un pes de 10–18 g. Té narius que apunten una mica cap amunt i mates de pèl que sobresurten del musell. Es tracta d'un animal insectívor que s'alimenta principalment de coleòpters, himenòpters i lepidòpters. El seu nom específic, portoricensis, significa 'porto-riqueny' en llatí.